# Łukasz Trzciński

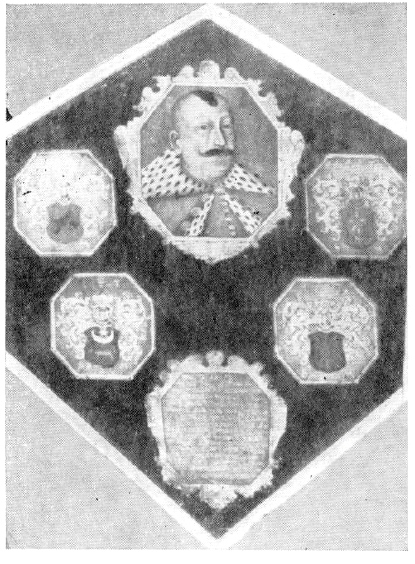
Epitafium Łukasza Trzcińskiego w kościele św. Katarzyny w Brodnicy

Łukasz Trzciński herbu Leliwa odmienna – podwojewodzi pomorski w latach 1641–1648, ławnik michałowski w latach 1636–1652.
Poseł na sejm 1645 roku. W czasie elekcji 1648 roku został sędzią generalnego sądu kapturowego. Jako poseł województwa pomorskiego na sejm elekcyjny 1648 roku był elektorem Jana II Kazimierza Wazy z województwa pomorskiego.